# Åke Blomström
Åke Gustaf Olof Thorvald Blomström, född 31 december 1931 i Stockholm, död  31 maj 1985, var radioproducent för dokumentärer och underhållningsserier vid Sveriges Radio. 

## Biografi
Efter studentexamen vid Beskowska skolan i Stockholm studerade han nordiska språk och litteraturhistoria vid Stockholms högskola. Han började vid Sveriges Radio i maj 1958 som vikarie vid grammofonarkivet och fick fast anställning 1 januari 1962. Under sin placering vid radioarkivet lyckades han stoppa en planerad utgallring av äldre inspelningar, som om den genomförts skulle ha inneburit betydande förluster av oersättligt arkivmaterial.
Den 1 juli 1968 knöts Åke Blomström till Radioteatern, där han under de följande åren ledde radions satsningar på en underhållningsserier som ”Dickie Dick Dickens” och nyskrivna kriminalserier som sändes under somrarna. 
Han gjorde också insatser inom radions barnteaterproduktion och skapade och organiserade de uppmärksammade Ungradiodagarna, då hela radioutbudet dominerades av barn och ungdomar. I samband med utdelningen av Stora Journalistpriset 1979 tilldelades Åke Blomström ett hedersdiplom "för idé och genomförande av "barndagen" i svensk radio i oktober 1979"." Temadagen arrangerades i anslutning till FN:s internationella barnår.
Tillskapandet av en ny dokumentärredaktion vid Riksradion var till stor del Åke Blomströms förtjänst. Som chef för dokumentärredaktionen kom han att bli en nyckelperson i den svenska public serviceradions internationella samarbete inom Europeiska Radiounionen (EBU). Vid sin bortgång vid 53 års ålder instiftade kollegorna inom EBU ett internationellt pris, The Åke Blomström Memorial Prize – Priset till Åke Blomströms minne för att stötta unga talanger och stimulera tillkomsten av nya dokumentärer. Priset har utdelats sedan 1986 i samverkan mellan nio europeiska företag inom public serviceradio.

## Radioteater

### Regi (ej komplett)
| År   | Produktion | Upphovsmän    |
| ---- | ---------- | ------------- |
| 1983 | Svensexan  | Olov Svedelid |